# Alte thailändische Maßeinheiten
Viele der folgenden historischen thailändischen Maßeinheiten werden heute nicht mehr benutzt. Sie tauchen aber häufig in alten Texten und Chroniken auf. Gelegentlich findet man auch noch Einheitenangaben nach dem angloamerikanischen Maßsystem.
Die Maßeinheiten, die heute in Thailand benutzt werden, beruhen auf dem metrischen System gemäß dem Internationalen Einheitensystem, welches weltweit gültig ist. Das metrische System wurde mit dem Gesetz vom 17. Dezember 1923 eingeführt. Dabei wurden traditionelle Maße angepasst und erhielten „glatte“ metrische Werte.
In einigen Berufsgruppen, Gewerken und Branchen werden die historischen Maßeinheiten häufiger benutzt als die metrischen Maße.
So werden im landwirtschaftlichen Bereich und im Immobiliensektor als Flächenmaß ausschließlich die Einheit Rai verwendet.
Handwerker, insbesondere in der Baubranche, verwenden das Längenmaß Nio (übersetzt: Finger, entspricht einem Zoll = 2,54 cm) eher häufiger als Zentimeter. Alle Maßbänder haben eine doppelte Skala: in Nio und in cm.
Im Holzhandel werden Kanthölzer, Stangen oder Bretter ausschließlich in Sok (= Ellen) gemessen und abgerechnet, Holzplatten dagegen nur in cm. Schreinereien oder Sägereien berechnen ihren Arbeitslohn bei langen und geraden Teilen immer entsprechend der Sok. Längenangaben in Sok erfolgen meist in geraden Zahlen, allenfalls wird noch ein halber Sok berücksichtigt und gerundet.
In thailändischen Grundbesitzurkunden und in juristischen Dokumenten, selbst in erst kürzlich verfassten, werden Grundstücksgrößen immer analog zu folgendem Beispiel angegeben: 28 Rai 2 Ngan 6 Tarang Wa.
Hun ist eine historische Maßeinheit für Durchmesser. Sie wird von Handwerkern verwendet und entspricht 3 mm.
Baht wird ausschließlich verwendet zur Gewichtsangabe von Gold und Silber und daraus gefertigten Stücken.

## Längenmaße
| Name                                  | Thai    | metrisch |
| ------------------------------------- | ------- | -------- |
| 1 Kabiet                              | กระเบียด | 05 mm    |
| 1 Nio („Finger“ oder Zoll) = 4 Kabiat | นิ้ว      | 02 cm    |
| 1 Khuep (Spanne) = 12 Nio             | คืบ      | 25 cm    |
| 1 Sok (Elle) = 2 Khuep                | ศอก     | 50 cm    |
| 1 Wa (Klafter) = 4 Sok                | วา      | 02 m     |
| 1 Sen („Seil“) = 20 Wa                | เส้น     | 40 m     |
| 1 Yot (von Sanskrit Yojana) = 400 Sen | โยชน์    | 16 km    |

## Flächenmaße
| Name                | Thai    | metrisch          |
| ------------------- | ------- | ----------------- |
| 1 Tarang Wa (1 Wa2) | ตารางวา | 04 m2             |
| 1 Ngan = 100 Wa2    | งาน     | 0400 m2           |
| 1 Rai = 4 Ngan      | ไร่      | 1600 m2           |
| 6,25 Rai            |         | 10000 m2=1 Hektar |

## Gewichtsmaße
| Name                         | Thai | metrisch |
| ---------------------------- | ---- | -------- |
| 2 Fueang = 1 Salueng         | เฟื้อง | 03,75 g  |
| 4 Salueng = 1 Baht           | สลึง  | 15 g     |
| 1 Baht                       | บาท  | 15 g     |
| 1 Tamlueng = 4 Baht          | ตำลึง | 60 g     |
| 1 Chang (Kati) = 20 Tamlueng | ชั่ง   | 01,2 kg  |
| 1 Hap (Pikul) = 50 Chang     | หาบ  | 60 kg    |

## Reisgewichtsmaße
| Name                                                      | Thai             | metrisch |
| --------------------------------------------------------- | ---------------- | -------- |
| 1 Coyan = 16 Pikul ungeschälter Reis                      |                  | 0968 kg  |
| 1 Coyan = 22 Pikul Fracht-Reis                            |                  | 1330 kg  |
| 1 Kwian = 23 Pikul weißer Reis                            | เกวียน (ข้าวเปลือก) | 1391 kg  |
| 1 Kwian eines Reismüllers: 82 Körbe à 40 Pfund = 24 Pikul |                  | 1488 kg  |

## Volumenmaße
| Name              | Thai  | metrisch   |
| ----------------- | ----- | ---------- |
| 1 Thanan          | ทะนาน | 01 Liter   |
| 1 Sat = 20 Thanan |       | 020 Liter  |
| 1 Ban = 50 Sat    |       | 1000 Liter |
| 1 Kwian = 2 Ban   | เกวียน | 2000 Liter |